# Angela Bowie

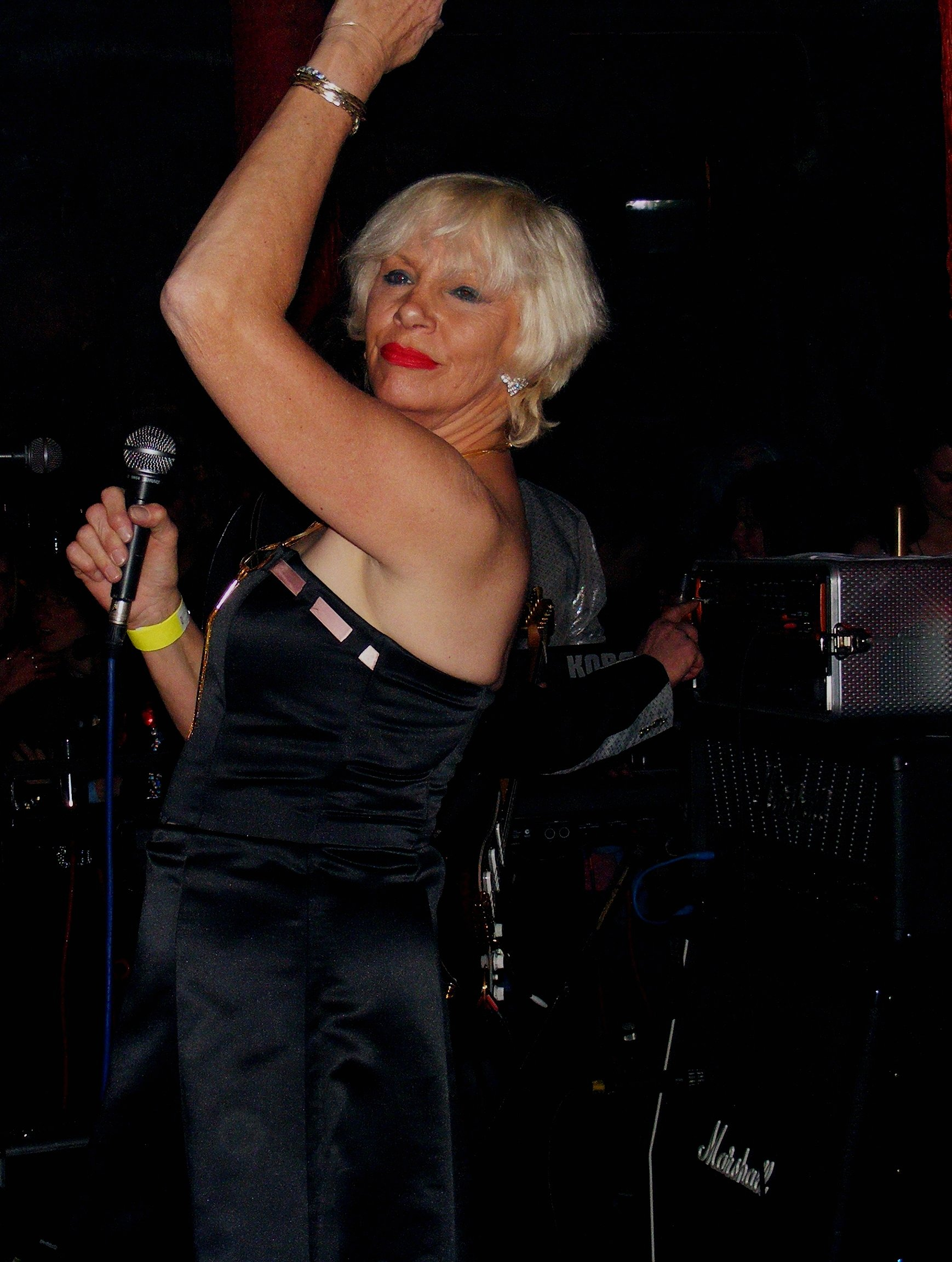
Angela Bowie bei einem Auftritt in dem Musikclub Satan’s Hollow, Manchester 2010

Angela Bowie, geborene Mary Angela Barnett, auch Angie Bowie (* 25. September 1949 in Áyios Dométios, Nikosia, Zypern), ist eine US-amerikanische Autorin, Schauspielerin und Sängerin. Sie war ab 1970 mit dem britischen Musiker David Bowie verheiratet, den sie vor allem bei der Konzeption und Anfertigung der Kostüme für seine Bühnenshow Ziggy Stardust unterstützte. Sie ermutigte den anfangs eher schüchternen David Bowie, mehr aus sich herauszugehen und gab ihm die nötige Selbstsicherheit. In den frühen Jahren ihrer Ehe und seiner Karriere hatte sie großen Einfluss auf ihn, insbesondere auf seine Hinwendung zum Glam Rock, jedoch zog sich David Bowie Mitte der 1970er Jahre zunehmend von ihr zurück. Das Paar lebte ab 1976 getrennt und ließ sich 1980 scheiden. Danach schrieb Angela Bowie mehrere Bücher, gab bisweilen Lesungen ihrer Gedichte, sang gelegentlich in Solo- oder Gemeinschaftsproduktionen und spielte Rollen in einigen Filmen.

## Leben und Werk

### Frühe Jahre
Mary Angela Barnett ist das zweite Kind des George Milton Barnett († 1984), eines Veteranen der US-Armee im Rang eines Colonel, und dessen Ehefrau Helena Maria Galas Barnett († 1984), die aus der kanadischen Provinz British Columbia stammte. Die Familien der Eltern hatten englischen und polnischen Hintergrund. Ihr Vater war Bergbauingenieur und leitete eine Kupferhütte der Cyprus Mines Corporation. Angela Barnett hat einen sechzehn Jahre älteren Bruder. Sie wurde römisch-katholisch erzogen; ihr Vater bestand auf ihrem Versprechen, bis zum Alter von achtzehn Jahren Jungfrau zu bleiben.
Von 1959 bis 1966 besuchte sie die St. George’s International School in Montreux/Schweiz. In den Osterferien reiste sie nach England, in den Weihnachts- und Sommerferien kehrte sie nach Zypern zurück. Mit sechzehn Jahren verließ sie die Schweiz und ging in die Vereinigten Staaten von Amerika, mit dem Wunsch „ein Abenteuer“ zu erleben. Dort besuchte sie 1966 das Connecticut College, eine private Hochschule für Mädchen in New London (Connecticut). Hier hatte sie eine gleichgeschlechtliche Beziehung, worauf der Psychiater der Einrichtung sie zunächst in einem Operationssaal der Schule einsperrte, aus dem sie jedoch fliehen konnte. Sie wurde in der Folge der Schule verwiesen.
Ihre Mutter begleitete sie nach London, wo sie zunächst eine Sekretärinnenschule besuchte. 1967 bis 1969 studierte Angela Marketing an der Kingston Polytechnic in London. In der Stadt arbeitete sie 1969 für Lou Reizner von Mercury Records, wo sie mitverantwortlich für den Plattenvertrag war, den David Bowie von dem Label für sein Album The Man Who Sold the World erhielt. In den nächsten vier Jahren spielte sie in fast allen Bereichen der Karriere Bowies eine entscheidende Rolle.

### Arbeit und Ehe mit David Bowie

#### Kennenlernen, Hochzeit und gemeinsamer Sohn

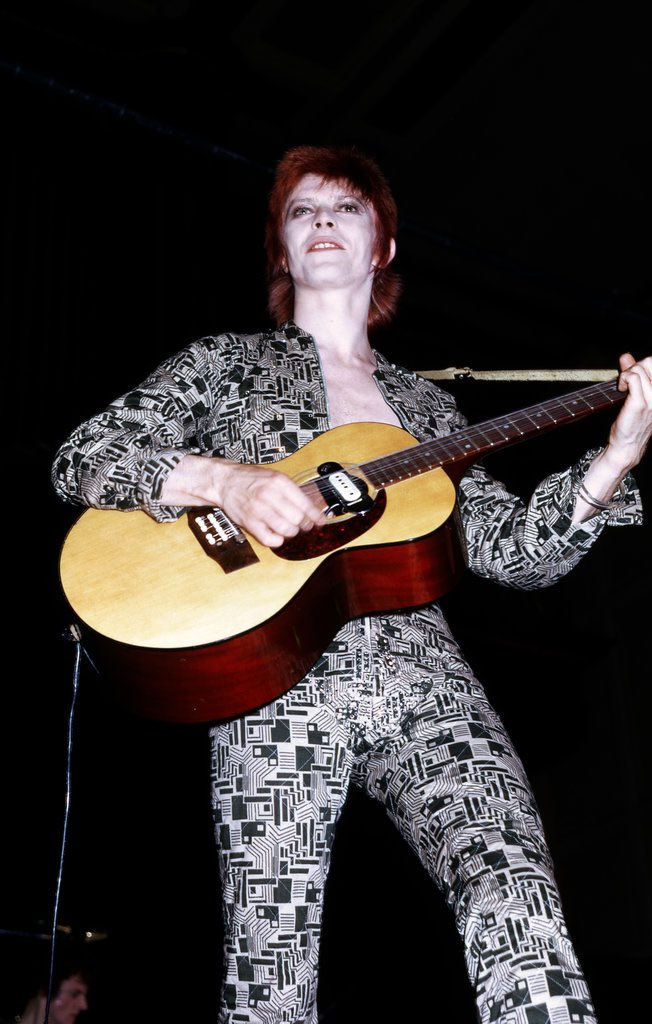
David Bowie, City Hall, Newcastle upon Tyne 1972

Angela Barnett besuchte im Januar 1969 mit Calvin Mark Lee (A&R bei Mercury Records) den Londoner Veranstaltungsort The Roundhouse, wo an diesem Abend David Bowie auftrat, von dessen Bühnenpräsenz sie sich fasziniert zeigte. Nach dem Konzert wurden beide einander kurz im Backstage-Bereich vorgestellt. Im April 1969 trafen sich Lee, Barnett und Bowie zum Dinner, wonach sie gemeinsam ein King-Crimson-Konzert im Londoner Speakeasy Club besuchten. Angela Barnett und David Bowie fühlten sich sofort zueinander hingezogen und kamen sich noch in dieser Nacht näher. Angela strebte eine Beziehung mit Bowie an, wusste aber auch, dass er intime Beziehungen mit anderen hatte, auch mit Männern. Weihnachten 1969 widmete David Bowie seiner Gefährtin seine Komposition The Prettiest Star. Im Text des Liedes hieß es:

“One day, though it might as well be some day, you and I will rise up all the way. All because of what you are, the prettiest star.”

„Eines Tages, es könnte genauso gut irgendwann sein, werden du und ich es bis ganz oben schaffen. Alles nur wegen dir, dem schönsten Stern.“

Zum Ende des Jahres zogen beide im Süd-Londoner Stadtteil Beckenham in ein Haddon Hall genanntes, langsam verfallendes, großes Herrenhaus im viktorianischen Stil mit gekiestem Vorgarten und gotischen Türmen, das sie mit Nippes von der Carnaby Street und Trödelware vom Kensington Market einrichteten. Hier lebten sie zusammen mit Davids Bandkollegen und einer Reihe von wechselnden extravaganten Charakteren. Das Gebäude diente als inoffizielles Demostudio, Ort für Fotoshootings und als Kampagnenbüro. Haddon Hall wurde mit zunehmender Intensität von Fans und Groupies belagert, die hierher pilgerten, sich dabei bald teilweise aggressiv zeigten und auch in das Haus einbrachen, sodass es später Zeit wurde, hier auszuziehen.
Angelas Visum war im Begriff auszulaufen, womit ihre im März 1970 mit David Bowie geschlossene Ehe auch den Zweck erfüllte, dass sie sich weiter legal im Vereinigten Königreich aufhalten konnte. David Bowie hatte es Angela gegenüber an anderer Stelle zum Ausdruck gebracht, dass er sie nicht liebe und dass eine Ehe eine Scheinehe wäre, jedoch hatten beide das starke Gefühl sich auf einander verlassen zu können. Das Paar duldete die Liebschaften des jeweils anderen, wobei die bisexuelle Angela den experimentellen Charakter ihrer offenen Ehe ebenso wie David genoss. Die zwei teilten sich gelegentlich Liebhaber und frönten dem gemeinsamen Drogenkonsum.
Ein Jahr nach der Hochzeit brachte Angela einen Sohn zur Welt, den die Eltern Zowie nannten (Maskulinum von Zoë, griechisch für Leben, bei gleicher Aussprache). Nach der Geburt ihres Sohnes litt Angela Bowie unter postpartalen Stimmungskrisen. Traumatisiert von der Geburt und mit wenig mütterlichem Instinkt gesegnet reiste sie ein paar Tage später mit einer Freundin in den Urlaub nach Italien und ließ ihren Sohn zurück. Während Angela 1973 mit dem Umzug in ein neues Apartment beschäftigt war, saß Zowie mit seiner Kinderbetreuung in einer Hotelsuite in der Londoner Park Lane und sah sich dort einen Film nach dem anderen an. Die Eltern stellten Marion Skene, eine ehemalige Sekretärin bei RCA Records, als Kindermädchen für Zowie ein, die den Jungen häufig auf kleine Ausflüge zu ihrem Elternhaus in Schottland mitnahm. „Wir waren ein verkorkstes Paar“, sagte Angela der Autorin Caroline Graham 2009, „aber […] David war ein großartiger Vater. Wenn jedoch das Kind bei uns war, funktionierte unser [von Drogenkonsum begleiteter] Lebensstil einfach nicht mehr. […] Marion [Skene] fungierte faktisch als Zowies Mutter.“ Zowie ist heute besser bekannt als der Filmregisseur Duncan Jones (Jones ist der Familienname seines Vaters). Er bestätigte an anderer Stelle, dass er zu dieser Zeit statt Angela Bowie „immer Miss Skene als seine Mutter verstanden“ habe.

#### Einfluss auf die Karriere von David Bowie
In London hatte Angela Barnett ihre Szene in der dortigen künstlerischen Avantgarde gefunden. In den In-Clubs der Stadt galt sie als It-Girl für alles Schräge und Unkonventionelle dieser Zeit; ihr wird zugeschrieben, das Genre des Glam Rock mitbegründet zu haben. Sie machte David Bowie mit zahlreichen exzentrischen Typen aus der Szene bekannt, deren Stil die Vorlagen für seine unterschiedlichen zukünftigen Bühnenpersönlichkeiten lieferten. Sie gilt als das Mastermind, das die Vision seiner Karriere und seines angestrebten Images vorantrieb und damit einen immensen Einfluss auf seine künstlerische Entwicklung hatte.
Ausgestattet mit einem ausgeprägten Gespür für Marketing, Mode und Empörungspotenzial unterwies sie David Bowie in der Kunst, Aufmerksamkeit zu erregen, sowie in der Kunst der dramatischen Gestik. Daneben ermutigte sie ihn, seine androgyne Seite als Marketingaktion auszuleben und sich skandalös zu inszenieren, diejenigen zu ignorieren, die seine Kunst kritisierten, und aktiv an die Öffentlichkeit zu gehen. Bei solchen Anlässen zeigten sich beide in auffallend aufeinander abgestimmter, glamouröser Kleidung, bei anderen Gelegenheiten war sie noch schriller gekleidet und trug ihr Haar oft kürzer, stacheliger und punkiger als er.
Angela Bowie war zu dieser Zeit fast so beliebt wie ihr Ehemann. Gemeinsam galten sie „als das Power-Paar der Musikbranche“, sie war sein „perfektes Gegenstück“. Sie war „beeindruckend, hübsch und Amerikanerin – was zu dieser Zeit noch als exotisch galt“. Es gab zahlreiche Wettbewerbe für Lookalikes – Ebenbilder von David und Angie Bowie. Die Fans imitierten Angelas Frisuren und Outfits wie auch die von David Bowie. Auf Konzerten bot sich bald der Anblick „von tausend [David-]Bowie-Klonen und Angela-Doubles“, die aus weit geöffneten Augen auf die Bühne schauten. Später hatte Angela Bowie ihren eigenen erfolgreichen Fanklub.
Angela Bowie brachte sich in das Management ihres Ehemannes ein und fädelte Anfang der 1970er Jahre David Bowies Managementwechsel von Kenneth Pitt zu Tony Defries mit ein. In dem dazwischenliegenden Zeitraum von fast 18 Monaten kurbelte Angela David Bowies Karriere an und sorgte für nötige Struktur. Obwohl sie sich anfangs gelegentlich überfordert zeigte, lernte sie recht bald den Umgang mit den „wichtigen Leuten im Musikgeschäft“, traf anfallende Entscheidungen, führte die Terminplanung für die Stammgäste in Haddon Hall und war für die meisten Buchungen von Live-Auftritten ihres Mannes zuständig.
Nach dem erfolgten Wechsel zu Defries unterstützten Angela und er David Bowie mit Strategien und zusätzlichen Ressourcen, beide wussten besser mit dem rauer werdenden Klima in der Rockindustrie umzugehen als sein vorheriger Manager. Angela Bowie verstand sich dabei als Vermittlerin zwischen ihrem Ehemann und Tony Defries. Der noch recht schüchterne David Bowie reagierte zu Beginn der Beziehung positiv auf die Zusammenarbeit mit seiner Ehefrau. Paul Morley bezeichnete in seinem Buch The Age of Bowie die Rolle von Angela für David Bowie in den frühen Jahren ihrer Beziehung „als Auftragskillerin, Abzockerin und Einschüchterin, Stylistin, Geisha und Fan Nummer eins, aber auch als wilde, ausschweifende Ehefrau und durchgeknallte Mutter“. Nach Madeline Bocara „schuf sie ihm ein Sicherheitsnetz und einen Wirbelwind aus Energie und Kreativität um ihn herum“.
Neben ihrer zeitweisen Managementrolle kümmerte sich Angela um Haare, Make-up und Kleidung für David Bowie und die Band. Sie kaufte sechs Kleider der Marke Mr. Fish des Modedesigners Michael Fish für David Bowie, von denen er jeweils Exemplare bei einem Auftritt in einer UK-Fernsehshow, auf dem britischen Cover seines dritten Studioalbums The Man Who Sold the World vom November 1970 und auf einer kurzen Publicity-Tour in die Vereinigten Staaten trug.
Angela und David Bowie hatten den anderen Bandmitgliedern 1970 vorgeschlagen, dass Bühnenkostüme nötig seien, um ihre Show aufzupeppen. Sie durchstöberte angesagte Londoner Bekleidungsgeschäfte und entwarf Kostüme für die Band, die auf verschiedenen comicartigen Figuren basierten. Die Jacke mit dem Karo-Muster, die David Bowie auf dem Cover seines vierten Studioalbums Hunky Dory vom Dezember 1971 trug, war die seiner Ehefrau. Die Konzeption der Kunstfigur des Ziggy Stardust, die David Bowie 1972 zum Durchbruch verhalf, war eine Teamleistung, bei der Angela und die Friseurin Suzi Fussey (später die Ehefrau von Gitarrist Mick Ronson) eine Schlüsselrolle spielten.
Für die Auftritte und Konzertreisen der Band war der Einkauf großer Mengen an Kleidung und Stoffen erforderlich. Fussey, die für die Reinigung, das Bügeln und die Reparatur der Bühnengarderobe von David Bowie und Band zuständig war, berichtete: „Angie und ich nahmen uns eine Limousine und fuhren mit großem Tamtam [zu den angesagten Bekleidungsgeschäften] Londons und kehrten erst zurück, als das Auto voll beladen war und [unter der Last] ächzte.“ Freddie Burretti, 1971 ein neunzehnjähriger Kleiderdesigner/Schneider, entwarf und fertigte während der Ziggy-Stardust-Periode zahlreiche Anzüge und Kostüme für David Bowie und die Band sowie danach auch weiter für die Shows zu den Alben Diamond Dogs (1974) und Young Americans (1975). Die Freundin von Burretti, Daniella Parma, half ihm in Vollzeit bei der Fertigung der Kostüme, beide wurden unterstützt von Angela Bowie, die auch einige von Davids Kostümen selbst nähte.

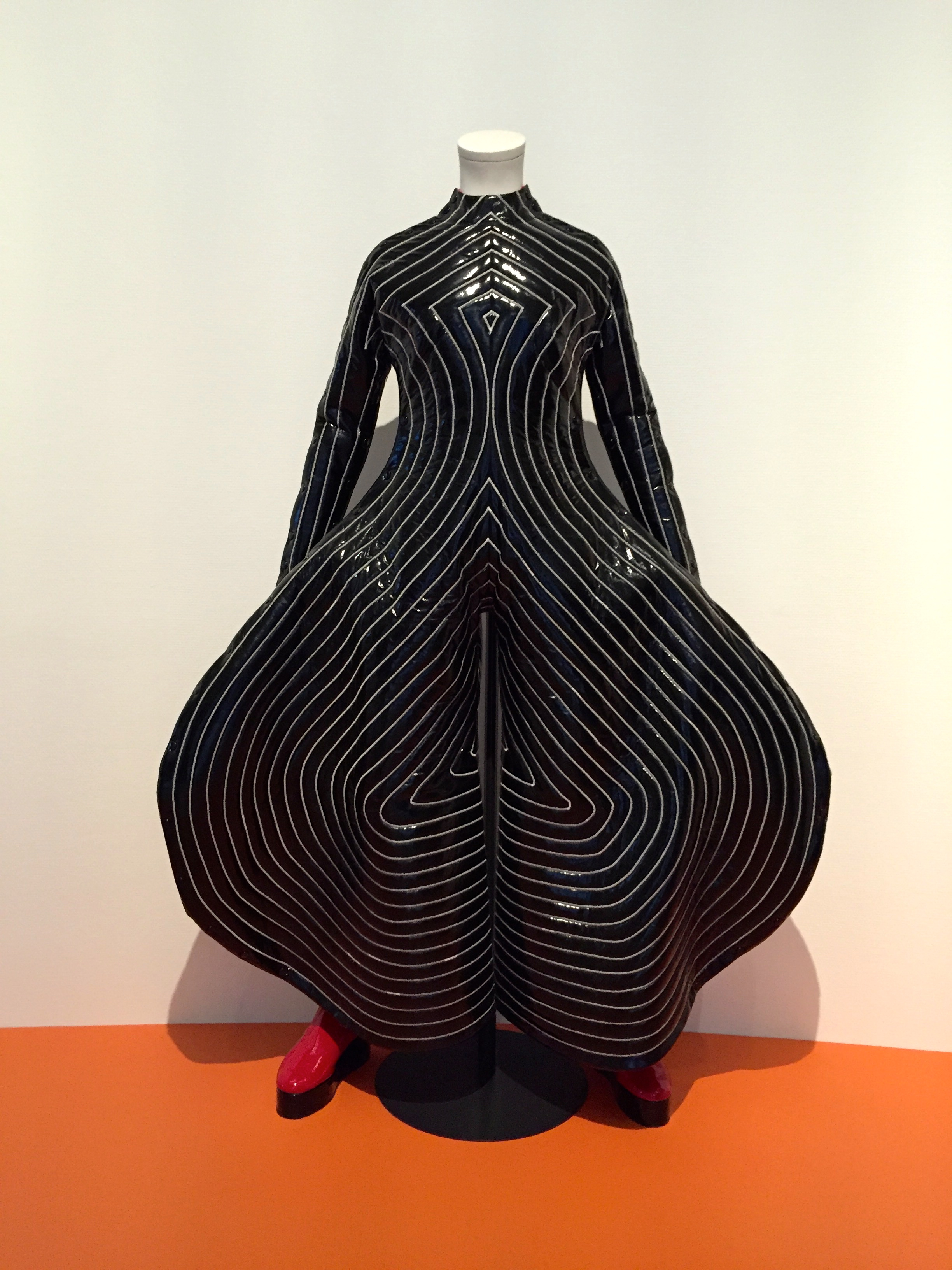
Eine Kreation von Kansai Yamamoto für die Figur des Ziggy Stardust, 1973

Der japanische Modedesigner Kansai Yamamoto entwarf einige Bühnenkostüme für David Bowie. Seine Models traten oft mit rasierten Augenbrauen auf, wovon sich Angela Bowie inspiriert sah und es ihnen nachtat, wie darauf bald auch David Bowie, der die Idee zu einem besonderen Merkmal der Figur des Ziggy Stardust machte. Angela „war der kleine rote Teufel auf David Bowies Schulter“, der ihn drängte, seinen bisexuellen Schick bis zum Äußersten zu treiben. Fussey experimentierte mit den Haaren von Angela und David Bowie über mehrere Tage, bis sie gemeinsam den Scarlet Rooster-Look (den „scharlachroten Gockel-Look“) mit zerzaustem Haar am Hinterkopf und geföhntem Haar an der Vorderseite des Kopfes entwickelt hatten.
Der Haarschnitt, der von zahlreichen sowohl männlichen als auch weiblichen Anhängern kopiert wurde, verkörperte die Androgynität des Glam-Rock und gehörte zusammen mit Discostiefeln aus Plastik, Leuchtfarben, Kabuki-Make-up und lackierten Fingernägeln sowie der stilisierten goldenen Astralkugel auf der Stirn zur prägenden Erscheinung Ziggys, die sein Alter Ego zum unumstrittenen König des Genres machte. Später war Angela Bowie auch maßgeblich an der visuellen Gestaltung der Bühnencharaktere Aladdin Sane und Thin White Duke beteiligt.
Sie brachte sich auch in die Konzeption der Bühnenshows ein, indem sie eine dramatische Bühnenbeleuchtung für David Bowies Auftritte entwarf, und nahm sich zudem der Stimmung im Publikum an; in frühen Konzertfilmaufnahmen ist sie zu sehen, wie sie in einem noch fast leeren Saal vor der Bühne wild tanzt, hysterisch nach „Ziggy“ ruft und so ihre Begeisterung bald auf andere überträgt.
Jedoch gab es einen Moment, in dem sie hierbei über das Ziel hinaus schoss. Beim letzten Auftritt der Bowie-Band auf ihrer Japan-Tournee im April 1973 in der Shibuya Kōkaidō Hall in Tokio hatten Angela Bowie und Tony Zanetta (aus dem New Yorker Büro von MainMan, der US-Depandance von Manager Defries) während der letzten Zugabe der Band beschlossen, dass die Begeisterung im Publikum einen Schub vertragen konnte. Gemäß der Tokioter Polizei schwangen sie Stühle über ihren Köpfen und trieben damit einige der jugendlichen Zuschauer zum vorderen Bühnenrand. In der Menge kam es darauf zu einem Tumult. Einige der Zuschauer stürmten noch vor Ende des letzten Titels die Bühne, worauf die Bandmitglieder fluchtartig die Bühne verlassen mussten. Polizisten kämpften mit kreischenden Mädchen auf der Bühne und im Publikum. Sitzreihen im Zuschauerraum kippten wie Dominosteine eine nach der anderen um und begruben einige vor Panik erstarrte junge Konzertbesucher unter sich. Die Tokioter Polizei wurde nach dem Vorfall beim lokalen Büro von RCA Records vorstellig und verlangte von der Plattenfirma die Auslieferung der Personen, die den Krawall angezettelt hatten, zur Identifizierung und zum Verhör. Am nächsten Morgen eilten die so Beschuldigten unter dem Eindruck von bereits ausgestellten Haftbefehlen gegen sie zusammen mit dem kleinen Zowie zum Tokioter Flughafen. Dort fand ihre Begleitperson heraus, dass die Polizei alle Abflüge nach London und San Francisco überwachte und Haftbefehle bereit hielt, und kaufte neue Tickets für den nächsten Flug nach Honolulu, wohin die Flüchtlinge stattdessen unbehelligt ausreisen konnten.

#### Trennung und Scheidung
Als David Bowies Karriere Fahrt aufnahm, zog er sich mit der Zeit immer mehr von Angela zurück. Trotz der proklamierten Toleranz in der offenen Ehe begannen 1973 David Bowies Liebschaften mit den Models Ava Cherry und Cyrinda Foxe sowie die Beziehungen Angela Bowies mit Scott Richardson, Ron Asheton und James Williamson von der Band The Stooges ihre Ehe zu untergraben. Vier Wochen später, als David Bowie zum Ende der US-Tournee in Los Angeles die Nacht mit den minderjährigen Sunset-Strip-Groupies Lori Maddox und Sable Starr verbrachte, wurde ihre „offene“ Beziehung auf eine harte Probe gestellt. Die Situation hatte den Character eines gegenseitigen „vergeltenden Ehebruchs“.
David Bowies zunehmende Kokainsucht, die nun in Verbindung mit Alkohol und anderen Drogen sein Leben bestimmte, begann Ende 1974 aus dem Ruder zu laufen. Seine neue Assistentin Corinne „Coco“ Schwab schirmte ihn während dieser Zeit von der Außenwelt ab und kontrollierte den Zugang zu ihm, was den psychisch überlasteten Musiker von einer ganzen Reihe von Aufgaben entband, jedoch alle verärgerte, die sich nun ausgeschlossen fühlten, allen voran Angela Bowie. Die Zeit, die sie 1975 zusammen verbrachten, summierte sich auf etwa sechs Monate.
Angela Bowie suchte 1976 in der Schweiz ein Anwesen im Chaletstil in Blonay bei Vevey in der Nähe des Genfersees aus, in dem ihr mittlerweile ausgemergelter Mann zur Ruhe kommen sollte, weg von einfach erhältlichen Drogen und weg vom britischen Fiskus. Das Gebäude wurde nur selten bewohnt; Angela Bowie hielt sich meist in New York oder London auf, während David Bowie eine Wohnung in West-Berlin bezog. Das Paar trennte sich noch im gleichen Jahr.
Nach einem katastrophal verlaufenen Versuch einer Wiederannäherung in der Schweiz kam es Weihnachten 1977 zum endgültigen Bruch. David Bowie reiste mit Zowie und dessen Kindermädchen nach West-Berlin und Angela machte sich nach New York auf. Hier unternahm sie Anfang 1978 mehrere Selbstmordversuche. Die herbeigerufenen Sanitäter, die sie bei einem der Vorfälle komatös aus ihrer Badewanne bargen, ließen sie beim Abtransport ins Krankenhaus die Treppe hinunterfallen, wobei ihre Nase brach.
1980 wurde die Ehe schließlich nach Schweizer Recht geschieden. Angela Bowie erhielt 750.000 US-Dollar (respektive 500.000 Pfund Sterling), die ihr über zehn Jahre verteilt ausgezahlt wurden. Die Vereinbarung enthielt eine Schweigeklausel, die es Angela Bowie auferlegte, für zehn Jahre über die Zeit ihrer Ehe Stillschweigen zu wahren. Das Sorgerecht für Zowie, das Kind des Paares, ging an seinen Vater und wurde von der Mutter nicht angefochten. Der Kontakt zwischen den ehemaligen Eheleuten brach komplett ab.
Angela Bowie kommentierte die Ehe nach der Scheidung mit Bitterkeit:
„Unsere Ehe war eine Partnerschaft mit dem Ziel, David zu einem weltbekannten Star zu machen. In der Zwischenzeit hatten wir auch eine Liebesaffäre, die sehr schön war, und ein Kind, was noch besser war. […] Ich verliebte mich in ihn, entliebte mich aber wieder von ihm und wand mich ab etwa 1975 mehr der geschäftlichen Seite zu. […] Zu Beginn unserer Beziehung hatten wir eine Abmachung getroffen. Nicht nur, dass wir eine offene Ehe führen würden, sondern dass wir zuerst an seiner Karriere arbeiten würden und dann an meiner. Und dass wir, sobald wir diese beiden Aufgaben erledigt hätten, beide erfolgreich sein würden und beide zufrieden sein würden darüber, dass wir das Beste für den anderen herausgeholt hätten. Ich habe sehr hart an seiner Karriere gearbeitet. […] Nachdem wir dann allen anderen geholfen hatten, hatte er keine Zeit mehr für meine Karriere. Er hatte seine Versprechen vergessen. Es war jetzt nicht mehr seine Aufgabe, sondern meine Aufgabe, die ich selbst erledigen musste. Das hat mich wirklich wütend gemacht.“

### Nach der Scheidung
Nach ihrer Scheidung von David Bowie durchlief Angela Bowie eine Zeit der Drogensucht (Heroin und Psychedelika), die sie mit Hilfe ihrer Eltern überwinden konnte. Sie hatte Beziehungen mit dem Punkmusiker Drew Blood (wirklicher Name Andrew Lipka) sowie zu einem anderen Mann, mit denen sie im Sommer 1984 weitgehend mittellos in einer Vier-Zimmer-Mietshauswohnung an der Lower East Side/East Village in Manhattan lebte. Ihr mittlerweile 13-jähriger Sohn beschloss zu dieser Zeit nach einem Aufenthalt dort den Kontakt zu seiner Mutter abzubrechen. Der Verbindung mit Drew Blood entstammt eine Tochter, Stacia Larranna Celeste Lipka, die im Juli 1980 im kalifornischen Mendocino zur Welt gekommen war. Im weiteren Verlauf der 1980er Jahre zog Angela Bowie nach Atlanta (Georgia),  wo sie von der lokalen Presse in einem Artikel von 1990 als „wenig wahrgenommene Performance-Künstlerin“ beschrieben wurde.
1993 traf sie dort bei einem Auftritt in einem Club den siebzehn Jahre jüngeren Elektriker Michael Gassett, mit dem sie seither liiert ist und im Baugewerbe arbeitete. Gemeinsam lebten sie zwei Jahre im nahegelegenen Acworth (Georgia), danach wohnten sie für ein Jahr in Knoxville (Tennessee). Vor der Jahrtausendwende zogen sie nach Tucson (Arizona), wo sie 2009 in einer Einzimmerwohnung lebten. In einem Interview von 2020 bestätigte Bowie zuletzt, dass das Paar weiterhin zusammen in Tucson lebt.

### Spekulationen um Mick Jagger
Nach Ablauf ihres in der Scheidung von David Bowie vereinbarten zehnjährigen Redeverbots berichtete Angela Bowie 1990 in der Joan Rivers Show, dass sie in den frühen Jahren ihrer Ehe eines Tages, von einer Reise nach Hause kommend, ihren Ehemann und Mick Jagger (die miteinander befreundet waren) unbekleidet im Bett schlafend vorgefunden habe.
In dem Song Angie, einem Nummer-eins-Erfolg der Rolling Stones von 1973, beklagte Mick Jagger das Ende einer Liebesaffäre mit einer gleichnamigen Frau. Es waren jahrelang Spekulationen in Umlauf, dass der Song infolge des Vorfalls im Schlafzimmer der Bowies entstanden sei oder sich auf eine Liebesbeziehung zwischen Jagger und Angela Bowie beziehe.
Sowohl Mick Jagger als auch Keith Richards, die Autoren des Titels, bestritten mehrfach, dass der Song von Angela Bowie handele. 2002 erklärte Jagger erneut: „Ich habe schon ungefähr einhundert Millionen Mal gesagt, dass es nicht [um Angela Bowie] ging… Ich glaube, dass ich Angela Bowie noch nicht einmal getroffen hatte, als ich den Rest des Textes schrieb.“ Toby Creswell, Autor des Buches 1001 Songs, urteilte, es sei trotz der jahrelangen Spekulationen zu diesem Thema unwahrscheinlich, dass der Song Angie ein Beweis für eine Affäre Mick Jaggers mit Angela oder gar mit David Bowie sei.

### Künstlerisches Schaffen

#### In Film und Fernsehen
Angela Bowie bewarb sich 1973 unter dem Pseudonym Jipp Jones für die Hauptrolle in dem Fernsehfilm Wonder Woman, die allerdings mit Cathy Lee Crosby besetzt wurde. 1975 erwarb Angela Bowie die Fernsehrechte an den Marvel-Comics-Figuren Black Widow und Daredevil in der Hoffnung, eine TV-Serie mit den beiden Helden entwickeln und verkaufen zu können. Sie hatte sich selbst für die Rolle der Black Widow vorgesehen, während der Schauspieler Ben Carruthers Daredevil verkörpern sollte. Das Projekt kam jedoch nicht über das Entwicklungsstadium hinaus, da keine Studioverträge zustande kamen.
Im März 1982 stand Angela Bowie zusammen mit dem Bassgitarristen Mick Karn der Band Japan in der britischen Fernsehsendung The Old Grey Whistle Test auf der Bühne und rezitierte Gedichte, währenddessen Karn die Bassgitarre spielte. Der Auftritt wurde in britischen Medien von Kritikern verrissen.
Angela Bowie spielte sich selbst in D. A. Pennebakers Konzertfilm Ziggy Stardust and the Spiders from Mars (1979) sowie in Dick Campbells Glitter Goddess of Sunset Strip (1991). Daneben spielte sie Rollen in den Filmen Eat the Rich (1987), Demented (1994), Deadrockstar (2002) und La Funcionaria Asesina (2009).
Ab dem 5. Januar 2016 nahm Angela Bowie an der siebzehnten Staffel der britischen Reality-Show Celebrity Big Brother teil. Am 10. Januar wurde sie hier off screen über den Tod ihres ehemaligen Ehemanns David Bowie informiert. Obwohl sie zunächst im Big-Brother-Haus blieb, verließ sie es aus gesundheitlichen Gründen am 19. Januar freiwillig.
Angela Bowie trat gelegentlich als Gast in Fernseh-Talkshows auf, so beispielsweise im US-Fernsehen am 16. November 1973 in der von Johnny Carson moderierten Tonight Show, Anfang 1975 in der Mike Douglas Show (hier sang sie den Titel I’ve Got a Crush on You) sowie 1990 in der Howard Stern Show und der Geraldo Rivera Show. 1990 trat sie im australischen Fernsehen in der von Steve Vizard moderierten Show Tonight Live auf, im Januar 2016 war sie im irischen Fernsehen in The Ray D’Arcy Show sowie im britischen Fernsehen in Loose Women zu sehen.

#### Als Autorin
| 1984 berichtete die Zeitung The Washington Post über eine US-Tournee („national tour“) von Angela Bowies, auf der sie Gedichte vortrug. Daneben verfasste sie zwei Autobiografien, Free Spirit von 1981 sowie Backstage Passes: Life On the Wild Side with David Bowie, veröffentlicht 1993 und aktualisiert im Jahr 2000. Darin beschreibt sie ihr nach eigenen Angaben drogengetriebenes und offen bisexuelles Leben mit ihrem ehemaligen Ehemann und vielen anderen bekannten Musikern. 2014 veröffentlichte sie ein Buch mit Betrachtungen zum Thema ‚sexuelle Motivation‘ mit dem Titel Pop.sex: Popular Sexuality sowie ein Malbuch mit Gedichten über Katzen mit dem Titel Cat-Astrophe. 2015 erschien ihre Gedichtsammlung Fancy Footwork: Poetry Collection. Darauf erschien 2012 Lipstick Legends, das auf die Zeit des Glam Rock der 1970er Jahre blickte und zahlreiche Interviews mit bekannten Personen aus dem amerikanischen Musikgeschäft enthielt. In Bisexuality von 2002 behandelte sie Themen rund um die sexuelle Orientierung Bisexualität. In den 2010er Jahren schrieb Angela Bowie für das Frock Magazine, eine zweimonatlich erscheinende Publikation, die sich auf den Transgender-Lifestyle konzentriert. | Buchveröffentlichungen: - Fancy Footwork: Poetry Collection. CreateSpace Independent Publishers, 2015, ISBN 978-1-50882-455-8. - Cat-Astrophe. CreateSpace Independent Publishers, 2014, ISBN 978-1-49533-086-5. - Pop.sex: Popular Sexuality. CreateSpace Independent Publishers, 2014, ISBN 978-1-49526-777-2. - Lipstick Legends. CreateSpace Independent Publishers, 2012, ISBN 978-1-47812-461-0. - Bisexuality. Pocket Essential, 2002, ISBN 978-1-90304-791-0. - Backstage Passes: Life on the Wild Side with David Bowie. Mit Patrick Carr, Rowman & Littlefield, New York 2000, ISBN 978-0-81541-001-0. - Free Spirit. Hrsg. Don Short, Mushroom Books, London 1981, ISBN 978-0-90739-403-7. |

#### Als Sängerin
Angela Bowie gehörte zu den ersten Künstlern, die 1983 bei Kim Fowleys neuem Label Mystery Records unterschrieben. Zusammen mit Chico Rey sang Angela Bowie 1985 das Lied Crying In The Dark, das auf Sierra Records erschien und mit dem beide auch in Deutschland in Thomas Gottschalks Sendung Na sowas! auftraten. Angela Bowies Titel Obsession von 1989 erschien als 12″ EP bei Megatone Records. Ihre CD-Maxi-Single The World Is Changing von 1996 erschien bei Music Avenue und enthielt verschiedene Mixe des Titels. Der Schriftzug ihres Nachnamens auf dem Plattencover war dem ihres ehemaligen Ehemanns David Bowie auf dessen Album Let’s Dance von 1983 nachempfunden. 2001 erschien ihr Debütalbum Moon Goddess bei Whamco Productions, das sie als ihre musikalische Biografie beschrieb. Zusammen mit Jude Rawlins von der Band Subterraneans sang sie 2001 einen Song der Rolling Stones mit dem Titel The Last Time, der auf dem Album Orly Flight der Subterraneans erschien. 2008 coverte sie das Lied der Punkband Ramones mit dem Titel I Just Want to Have Something to Do für das Sampler-Album Bossa N' Ramones (The Electro-Bossa And E-Mambo Songbook Of The Ramones). Mit der Band The Duel sang sie 2016 den Titel Feel the Same auf deren Album Waging War Hold to Love.

## Verfilmungen
Der Film Velvet Goldmine von 1998 verfolgt ineinander verschlungene Lebens- und Liebeswege der Hauptfiguren, die sich an David Bowie, Angela Bowie und Iggy Pop anlehnen (jeweils gespielt von Jonathan Rhys Meyers, Toni Collette und Ewan McGregor). Angela Bowie urteilte, dass der Film sich „in masturbatorischem Glam-Rock-Narzissmus verstrickt“.
In dem Film Stardust (2020) unternimmt David Bowie, gespielt von Johnny Flynn, im Jahr 1971 mit dem Publizisten Rob Oberman eine transformative Reise durch die Vereinigten Staaten. Seine Ehefrau Angela wird gespielt von Jena Malone. Angela Bowie zeigte sich enttäuscht von dem Biopic und bezeichnete den Film als „langweilige Zeitverschwendung“.

## Rezeption
Ian Chapman charakterisierte in seinem Buch David Bowie FAQ von 2020 die lebensfrohe Angela im London der späten 1960er Jahre als „kontaktfreudig, kultiviert, klug, attraktiv, selbstbewusst, theatralisch und ausgestattet mit dem gewissen Etwas, womit sie alle Blicke auf sich zog, wenn sie einen Raum betrat“. David Buckley hatte bereits 2012 in seinem Buch Strange Fascination diese Worte über sie gefunden: „Angie war attraktiv, aktiv bisexuell, extravagant, neigte zur Selbstinszenierung und zu anderen die Schau stehlenden Ohnmachtsanfällen, Wutausbrüchen und Zusammenbrüchen. Dabei war sie intelligent, kultiviert und sympathisch, wenn auch auf eine äußerst anstrengende Art und Weise.“
Steve Pafford schrieb 2010 in seinem Buch Bowie Style: „[… David] Bowie fand seine perfekte Partnerin – die 19-jährige BWL-Studentin und amerikanische Quasselstrippe Mary Angela Barnett. Sie hegte und pflegte sein Ego und verlangte nicht viel mehr als die Gelegenheit, ihren zukünftigen Star wie ein Preiskätzchen herzuzeigen. Angies Unterstützung war von entscheidender Bedeutung: Sie rührte die Werbetrommel bei Plattenfirmen, Agenten und Journalisten, ermutigte ihren schüchternen englischen Jungen, ein wenig aus sich herauszugehen und sich unter das Rock-Volk zu mischen, wofür sie ihm die nötigte Portion Selbstvertrauen mit auf den Weg gab.“
Kevin Courtney von The Irish Times bemerkte 2011: „John hatte Yoko, Mick hatte Bianca und David Bowie hatte Angela Barnett, eine Sirene mit flammendem Haar, die Bowie zu seinen Rollen als Ziggy Stardust, Aladdin Sane und Thin White Duke inspirierte. David und Angie waren das schräge Königspaar des englischen Rocks, das sich mit knallroten Vokuhilas einander ähnlich sah, sich mit Seidenkimonos im Partnerlook kleidete und die Musikwelt mit Geschichten über Drogen, Crossdressing, Dreierbeziehungen und bisexuelle Stelldicheins schockierte.“
Wayne Robins führte in seinem Buch A Brief History of Rock, Off the Record von 2016 aus: „[David Bowie] und seine Frau Angela machten die Bisexualität zu einer Art moralischem Imperativ, zur begehrtesten aller Orientierungen.“  Autorin Marjorie Gerber stellte dazu in ihrem Artikel Bisexuality and Celebrity von 2016 noch diese Überlegung an: „Aus Angela Bowies Sicht liegt ihr Anspruch auf Berühmtheit in ihrer Bisexualität. Aber warum sollte eine Person für ihre Bisexualität berühmt sein?“ Der Schlagzeuger K J Knight der ehemaligen Bands The Amboy Dukes und The New Order lernte Angela Bowie im Herbst 1972 kennen, wobei er sie als „ein aufdringliches und verführerisches, bisexuelles Raubtier“ empfand und ihre „laute und extravagante Persönlichkeit verstörend“ nannte.
Der Rockkonzertveranstalter Harvey Goldsmith urteilte: „Angie war harte Arbeit; [sie war wie] ein Hippiekind, bei dem irgendetwas völlig schiefgelaufen war. Angie war durchgeknallt, völlig abgedreht. [Schon im Normalzustand] kam sie wie ein Autounfall daher.“ Nick Kent, Musikkritiker für das Magazin New Musical Express, meinte: „Angie war die ursprüngliche Nancy Spungen, die erste Courtney Love, und ihr wurde zum Verhängnis, dass sie ein Star sein wollte. Ihr fehlte jedoch das Fingerspitzengefühl dafür, das ging ihr völlig ab. Ihre Persönlichkeit war zu überschwänglich. Einen Raum würde sie nicht mit Glanz füllen, sondern zur Explosion bringen. Sie konnte nicht anders als im Zentrum der Aufmerksamkeit zu stehen.“ Sein Kollege Charles Shaar Murray fügte noch hinzu: „Angie war sehr temperamentvoll, so eine Art Hollywood-Diva im Trainingsmodus.“
Paul Morley reflektierte 2016 in The Age of Bowie: „Der Aufstieg und der Fall von David und Angie Bowie verläuft parallel zum Aufstieg und Fall von Ziggy Stardust, denn Angie war in Wahrheit eigentlich mehr mit Ziggy verheiratet, und alsbald dieser nur noch ein Schatten seiner selbst war, fand auch sie sich nur noch als ein Schatten in Davids Leben wieder und verlor die Verbindung zu ihm, als hätte es sie nie gegeben.“ David Buckley stellte bereits 2012 in Strange Fascination fest: „Bowie und Angie waren schon immer in Hassliebe miteinander verbunden. Erst zu einem viel späteren Zeitpunkt in der Beziehung löste sich das, was mal an Liebe da war, in etwas auf, das wie gegenseitige Abscheu herüberkam.“ Mikal Gilmore vom Musikmagazin Rolling Stone meinte im gleichen Jahr: „Angela Barnett [war] die Frau, die [David Bowies] Welt mehr als alle anderen verändert hat. Am Anfang betitelte er sie als „den Mond und die Sterne“. Später gab es in seinem Leben nichts, was ihn mehr nervte als sie.“
David Bowie äußerte sich nach der Scheidung nur noch selten zu seiner Ehe mit Angela Bowie. Eine seiner Beobachtungen war: „[Es war] der zweitgrößte Fehler meines Lebens, diese Frau zu heiraten.“ An anderer Stelle stellte er die Erfahrung der Ehe mit seiner feurigen und unberechenbaren Frau als „ätzend, zersetzend“ dar, „wie ein Leben mit einem Schneidbrenner“. „Sie hat so viel Menschenkenntnis wie eine Walnuss und ein Eigeninteresse, das Narziss vor Neid erblassen ließe.“
Angela Bowie führte zur Scheidung aus, dass ihr Ex-Mann versucht habe, sie „aus seinem Leben herauszuschneiden“: „Berühmte Männer tun das häufig, wenn sie sich durch den Einfluss einer Frau bedroht fühlen. Sie wollen als das alleinige Genie angesehen werden. Gott bewahre, dass eine Frau ihnen geholfen hat, dorthin zu kommen, wo sie sind. Picasso hat dasselbe mit seinen Frauen gemacht – indem er versuchte, sie als geisteskrank abzutun.“ Als David Bowie 2016 starb, nahm Angie Bowie gerade an der britischen Big Brother-Show teil. Sie bemerkte hierzu: „Ich war verdammt wütend. […] Ich wusste genau, dass er sich [nach dreißig Jahren ohne Kontakt] da oben kaputtlachen und sagen würde: ‚Siehst du Angie, wer zuletzt lacht, lacht am besten. Du magst vielleicht gerade in einer Fernsehshow auftreten, aber das Scheinwerferlicht landet auf mir.‘ […] Ich konnte es mir nur schwer verkneifen, nicht in Gelächter auszubrechen.“
Der französische Modedesigner Hedi Slimane entsann sich: „Ich wurde [1968] mit einem David Bowie-Album in der Hand geboren. Er war Adam und Angie Bowie war Eva für mich.“
Tony Defries, David Bowies Manager von 1970 bis 1975, berichtete von seinem ersten Treffen mit Angela und David Bowie in einem Interview mit dem Magazin Melody Maker von 1974: „Sie waren wie zwei Kinder. Ein dreijähriges Kind, das seinen besten Freund mitbringt, um dich zu besuchen. Ich habe in den beiden nie etwas anderes gesehen als ein Paar Kinder.“
Rockmusiker Lemmy Kilmisters Meinung zu Angela Bowie war: „[Sie] ist keine große Nummer – ihr Bekanntheitsanspruch beruht darauf, dass sie mit David Bowie verheiratet war.“